# Hostivař
Hostivař – część Pragi. W 2006 zamieszkiwało ją 16 051 mieszkańców.